# 弄春斎栄江
弄春斎 栄江（ろうしゅんさい えいこう、生没年不詳）とは、江戸時代の浮世絵師。

## 来歴
鳥文斎栄之の門人、俗名不明。作画期は寛政から文化にかけての頃とされ、現存する作品はいずれも肉筆画である。

## 作品
- 「桜下二美人図」　絹本着色　東京国立博物館所蔵　※「弄春斎栄江畫」の落款と「榮」・「江」の朱文連印、「誰もみな　かへらむことや　忘るらん　はなのものいふ　花陰に来て　随翁」の画賛あり
- 「路上の娘と小僧図」（一女一童図）　絹本着色　東京国立博物館所蔵
- 「美人図」　絹本着色　東京藝術大学大学美術館所蔵
- 「桜下歌詠む遊女図」　紙本着色　日本浮世絵博物館所蔵
- 「梅窓美人図」　絹本着色　京都府立総合資料館所蔵（京都文化博物館管理）